# مارینا کلر
مارینا کلر (انگلیسی: Marina Keller؛ زادهٔ ۲۳ فوریهٔ ۱۹۸۴) بازیکن فوتبال اهل سوئیس است.
وی همچنین در تیم‌های ملی فوتبال زنان سوئیس بازی کرده‌است.